# 磁链
磁链，是一个电磁学的物理量，为通电线圈的匝数与磁通量的乘积。通常用{\displaystyle \lambda } (lambda)或{\displaystyle \psi } (psi)标记，即Ψ＝Nφ 或λ＝Nφ。其国际单位制单位与磁通量同为韦伯。
由于法拉第对电磁学的解释，一个线圈的磁链也可以表示为通过线圈的电压对其时间的积分。即：
{\displaystyle \lambda =\int _{\,}v\,dt}
因此其单位也可以用伏特·秒表示。
另外，磁链还等于电感乘以电流。